# التقسيم الإداري في جيبوتي
تُقسم دولة جيبوتي إلى 6 أقاليم من ضمنها إقليم العاصمة، وتُقسم كذلك إلى 11 مقاطعة.
- إقليم علي صبيح
- إقليم عرتا
- إقليم دخيل
- جيبوتي (مدينة)
- إقليم أبخ
- إقليم تجرة